# Zeno Bundea
Zeno Marius Bundea (n. 4 octombrie 1977, Oradea, România) este un jucător de fotbal român care evoluează la clubul Universitatea Oradea. Bundea evoluează pe postul de mijlocaș central.
Zeno Bundea a debutat în fotbalul românesc în anul 1993, în divizia B, pentru echipa FC Bihor Oradea, din orașul său natal. El s-a transferat în sezonul 1995-1996 la Rapid București, echipă pentru care a evoluat cinci sezoane și cu care a câștigat un titlu de campion, în 1999. În anul 2000, a părăsit România pentru a semna cu echipa germană Kickers Offenbach, dar s-a întors în țară, unde a jucat o scurtă perioadă din nou la Rapid, apoi la FCM Bacău.
Mijlocașul a mai evoluat la Universitatea Craiova și FC Național, dar și la echipe din Germania, Rusia și Israel. Din returul sezonului 2007-2008, a fost component al echipei Universitatea Cluj.
Zeno Bundea a acumulat 234 de partide în prima ligă din România, în care a înscris 22 de goluri. A fost selecționat o singură dată la echipa națională de fotbal a României, în anul 2003, într-o partidă contra Bosniei-Herțegovina.

## Legături externe
- Zeno Bundea la RomanianSoccer.ro
- Zeno Bundea pe site-ul National-Football-Teams.com